# Elof Larsén
Carl Elof Larsén, född 6 juni 1873 i Skårby församling, Malmöhus län, död 19 januari 1936 i Växjö stadsförsamling, Kronobergs län, var en svenska domkyrkoorganist i Växjö församling och kompositör.

## Biografi
Elof Larsén föddes 6 juni 1873 på Rögla skolhus i Skårby socken, Malmöhus län. Han var son till skolläraren Nils Larsén och Carolina Ljungman. Larsén gjorde militär tjänstgöring som musiker 1888. Han tog 1891 organistexamen och kyrkosångarexamen i Lund. 1896 tog han musikdirektörsexamen i Stockholm. Larsén blev 1908 musikanförare vid Kronobergs regemente. 1921 blev han domkyrkoorganist i Växjö församling. Larsén var också direktör för Växjö musiksällskap. Larsén avled 19 januari 1936 i Växjö.

## Kompositioner
Larsén var kompositör och komponerade bland annat Sång till Småland. Texten skrevs av komministern Gotthard Virdestam i Älmhult.